# Elettromotrici STEFER MR 100 e MR 200

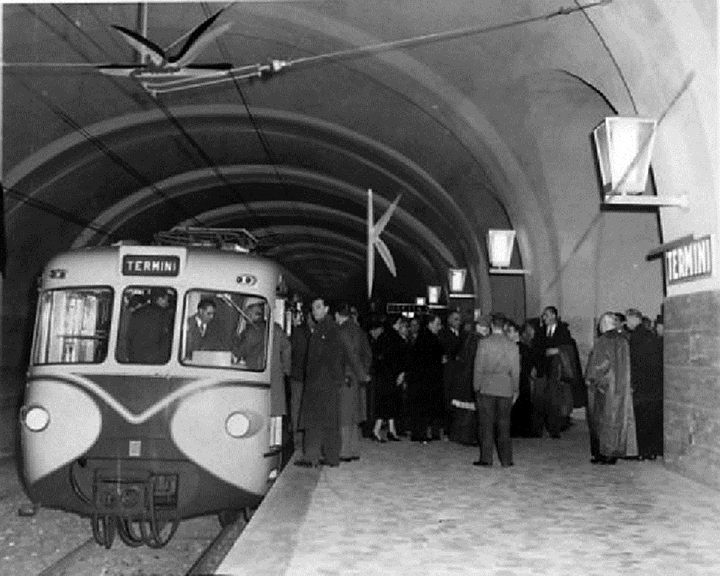
MR 100 in livrea originale a Termini durante l'inaugurazione della linea (1955)

Le elettromotrici serie MR 100 e MR 200 della STEFER erano due serie di elettromotrici utilizzate per l'esercizio della metropolitana Termini-Laurentina (attuale linea B della metropolitana di Roma) e della ferrovia Roma-Lido.
Le due serie si distinguevano per il numero di cabine di guida: due sulle MR 100, una sulle MR 200.

## Storia
Le elettromotrici MR 100 furono progettate nel 1953 in previsione dell'apertura della metropolitana Termini-Laurentina, avvenuta il 9 febbraio 1955.
Le vetture furono costruite dalla Stanga di Padova, con carrelli tipo Brill 97-E costruiti dal TIBB, ed equipaggiamento elettrico fornito dalla CGE.
Complessivamente vennero costruite 18 unità, numerate da MR 101 a MR 118.
In seguito all'aumento di traffico e all'istituzione dei treni diretti da Termini al Lido di Ostia, la STEFER ordinò una seconda serie di 22 vetture fornite però di una sola cabina di guida ad un'estremità e pertanto utilizzabili solo in composizione binata. Tali motrici entrarono in servizio nel 1956 e furono classificate nella serie MR 200, con numeri da MR 201 a MR 222.
Alla fine degli anni sessanta si manifestarono alcuni gravi problemi ai carrelli, che richiesero la loro sostituzione con altri di nuovo tipo, avvenuta nel 1973-74.
Alla fine degli anni novanta i carrelli e l'equipaggiamento elettrico delle MR 100 furono riutilizzati per allestire le nuove elettromotrici MR 600.
Con la prevista ricostruzione e prolungamento a Rebibbia della Linea B, a partire dal 1987 le MR100 e 200 furono gradualmente trasferite sulla Roma-Lido, sostituite dalle MB100 (entrate in servizio nello stesso anno) finché, in ottobre, l'ACOTRAL ne sancisce il divieto di transito sulla Linea B.
Quasi tutte le vetture sono state demolite. Sopravvivono un solo vagone per ciascuna serie, vincolato come bene di archeologia industriale.

## Caratteristiche
Le MR 100/200 furono i primi rotabili metropolitani realizzati in Italia e, pertanto, nella progettazione non fu possibile rifarsi ad esempi precedenti.
Date le caratteristiche simil-ferroviarie della linea, ci si orientò verso mezzi di dimensioni generose, non inseriti in composizioni bloccate, bensì accoppiabili in comando multiplo. Ne risultò un'automotrice di rodiggio Bo'Bo', con quattro porte per fiancata, dalle tipiche forme arrotondate in voga all'epoca; per l'accoppiamento si utilizzarono agganci automatici Scharfenberg.
Nei primi anni di esercizio erano in uso composizioni formate da due MR 100, oppure complessi binati di MR 200; con l'aumento del traffico le composizioni vennero portate a tre unità . Nel 1960-61, per effettuare i diretti Termini-Lido, vennero introdotte 8 rimorchiate provenienti dalla Roma-Lido trasformate nelle officine della MATER con l'applicazione della maschera frontale arrotondata delle Stanga da un solo lato, circolanti in coppia e poste in mezzo alle composizioni di motrici. Furono numerate MR1-MR8, soprannominate i "cassoni", e i veicoli di provenienza sono:
• MR1, MR8: Rimorchiate di costruzione MAN (1922) originariamente numerate 211 e 214, negli anni '40 rinumerate 201 e 203
• MR6, MR3: Rimorchiate di costruzione Linke-Hoffman (1922) originariamente numerate 220 e 224, negli anni '40 rinumerate 208 e 214
•MR4, MR2, MR7, MR5: Rimorchiate di Costruzione SACFEM (1927), originariamente numerate 226, 229, 234, 236, negli anni '40 rinumerate 217, 220, 223, 224.
Queste rimorchiate risultano accantonate intorno agli anni 2000-01
Dal 1983 hanno trainato anche le rimorchiate MR11-16 e MR51-68 di forma più simile alle MR300

## Nelle arti
Una scena del film Risate di gioia del 1960 è ambientata su una MR100 oppure su una MR200
Alcune scene del video Mi_piaci di Alex Britti sono ambientate su una MR100 o su una MR200